# Medaile vlastenecké války 1944–1945
Medaile vlastenecké války 1944–1945 (bulharsky: Медал Отечествена Война 1944–1945 г.) bylo vyznamenání Bulharské lidové republiky založené roku 1945. Udílena byla za účast v bojích proti zemím Osy poté, co se Bulharsko v druhé světové válce přidalo na stranu spojenců.

## Historie a pravidla udílení
Dne 9. září 1944 přestalo být Bulharsko spojencem zemí Osy a přidalo se na stranu spojenců. Medaile byla založena dne 9. září 1945. Oficiálním zdůvodněním jejího založení byla snaha vyznamenat občany Bulharska, kteří se se zbraní v ruce zasloužili o svobodu Bulharska a bojovali proti fašismu a kapitalismu. Byla udílena účastníkům bojových akcí uskutečněným proti zemím Osy a to od okamžiku přidání se Bulharska na stranu spojenců v roce 1944 až do konce války v Evropě v roce 1945. Mohla být udělena i příslušníkům ozbrojených sil spřátelených států. Medaile mohla být také udělena posmrtně. V takovém případě ji obdržela matka či manželka padlého vojáka.
Od svého založení tak byla kromě příslušníků bulharských ozbrojených sil a pohraniční stráže udělena také 96 000 vojákům Sovětského svazu, kteří se účastnili bitev po boku bulharských vojsk.
Spolu s medailí bylo vydáváno také osvědčení o udělení vyznamenání.

## Insignie
Medaile byla vyrobena z bílého kovu a měla tvar pravidelného kruhu o průměru 32 mm. Na přední straně byla vlající státní vlajka Bulharska užívaná v letech 1944–1945, vavřínová ratolest a konec hlavně pušky s nasazeným bajonetem. Puška byla stylizovaným zobrazením pušky Mannlicher vzor 1895, která byla v letech 1944–1945 základním modelem užívaným v bulharské armádě. Na zadní straně byl nápis v cyrilici Отечествена война 1944 – 1945 (vlastenecká válka 1944–1945).
Medaile byla ke stuhou potažené kovové destičce ve tvaru trojúhelníku připojena jednoduchým kroužkem. Stuha byla vínově červené barvy při obou okrajích se zeleným pruhem lemovaným z obou stran úzkým pruhem bílé barvy.